# Ивановка (Ивановский район, Амурская область)
В Амурской области также есть Ивановка в Завитинском районе и Ивановка в Зейском районе.
Ива́новка — крупнейшее село Амурской области России, административный центр Ивановского района и Ивановского сельсовета.

## География
Село Ивановка стоит на левом берегу реки Ивановка (левый приток Зеи), до реки Зея расстояние около 18 км.
Расположено в 35 км к востоку от областного центра города Благовещенск.
Через село проходит автодорога областного значения Белогорск — Тамбовка — Константиновка.
Ближайшая станция ЗабЖД Берёзовский-Восточный находится в селе Берёзовка, расстояние 28 км на север.

## История
- 1864 год — основано селение Ивановское[2]. Первыми пришли крестьяне из Воронежской, Орловской, Астраханской губерний. Первопоселенцы: Соловьёв Николай, Воронин Никита, Белый Пётр, Макаренко Михаил, Мошонкины Дмитрий и Гавриил, Простокишин Дмитрий, Шабельников Никифор, Жежерин Евстаф.
- 1866 год — освящён храм Святого апостола Иоанна Богослова. Первый настоятель — священник И. Эрумнозов.
- 1869 год — в селении Ивановское насчитывается 165 дворов, 1151 житель обоего пола.
- 1891 год — дворов — 283, жителей мужского пола — 983, женского — 889, распаханной земли — 4000 десятин, лошадей — 829, крупного рогатого скота — 2641. В селе два раза в год проводилась ярмарка.
- 1889 год — в селе имеется церковь, квартира пристава 1-го участка, волостное правление и школа, один запасный магазин, 330 дворов, проживает 1806 человек.
- 1899 год — освящение епископом Иннокентием здания церковно-приходской трёхклассной школы.
- 1913 год — открыта Ивановская бесплатная народная библиотека-читальня им. Н. Л. Гондатти — первое учреждение культуры в с. Ивановское.
- 1916 год число хозяйств в селении Ивановское — 709, жителей — 5366, лошадей — 4640, крупного рогатого скота — 3585, овец — 1635, коз — 10, свиней — 2793, ослов — 2.
- 1917 год — учреждён Ивановский сельский Совет, первый в области. Возглавил его П. М. Гранкин. Организована первая в Ивановской волости с/х артель «Равенство».
- 1919 год — общий сход крестьян с. Ивановки, избрание ревкома, 85 человек записались добровольцами в партизанский отряд.
- 22 марта 1919 года — Инцидент в Ивановке. Японский отряд разгромил красных партизан, ранее обстреливавших солдат по дороге к Ивановке, после чего партизаны укрылись в деревне и дали бой. В результате инцидента погибли 208 мужчин, 9 женщин и 4 детей, а также 7 китайцев. Сгорело 67 домов, 95 амбаров, 42 сарая, 4 лавки[3].
- 1923 год — в селе Ивановке проживает 3827 человек. Создана с/х артель «Освобождённый труд».
- 1924 год — образована сельхозкоммуна «Заря» в составе 8 членов.
- 1925 год — начата электрификация села: 1000 лампочек в 350 домах села. Состоялась сельскохозяйственная выставка, её посетило почти 10 000 человек. Проведено соревнование по пахоте между лошадиной упряжкой и трактором.
- 1926 год — создан тракторный отряд им. Кубяка в составе 3-х человек, обслуживающих 5 сел Ивановского района во время весенних работ.
- 1929 год — образован колхоз-гигант им. Сталина.
- 1930 год — в селении насчитывается 526 хозяйств с населением 2982 человека. Имеется почтово-телеграфное отделение с телефонной станцией, больница с аптекой. Образован колхоз «Победим». Создана Ивановская МТС.
- 1931 год — вышел первый номер районной газеты «Коммуна». Первый редактор Ланкин, секретарь — Иван Ведерников. Тираж составил 625 экземпляров. Состоялось разукрупнение колхоза-гиганта им. Сталина на 13 отдельных хозяйств.
- 1934 год — открыты воздушные линии по перевозке почты и пассажиров из Благовещенска в с. Ивановку.
- 1936 год — Ивановская школа крестьянской молодёжи преобразована в среднюю школу № 1. Первый выпуск 10 класса (20 человек) состоялся в 1939 году.
- 1938 год — основано автохозяйство.
- 1939 год — ивановцы поддержали призыв хабаровчан и на работы по благоустройству села после завершения рабочего дня вышло 44 человека, на второй день — работало 73.
- 1940 год — при МТС пущена в эксплуатацию новая электростанция.
- 1942 год — стахановка колхоза «Победим» Наталья Костырко на тракторе ХТЗ вспахала за 17 дней 69 гектаров земли. В средней школе открыты курсы комбайнёров и трактористов.
- 1943 год — Ивановский райпищекомбинат расширил ассортимент продукции: начато изготовление соевых котлет и тыквенного повидла, колбас. Организована рыболовецкая бригада.
- 1946 год — проведён воскресник по ремонту дорог в селе.
- 1947 год — на территории села имеется средняя школа на 400 мест, начальная школа, универмаг, магазин сельпо, две столовые, МТС, контрольно-семенная лаборатория, типография районной газеты «Коммуна», ДК со стационарной киноустановкой, постоянные ясли на 20 мест, детский сад на 25 детей, райбольница с 2 врачами и средним медперсоналом. В колхозе «Победим» на полях работают 12 тракторов, 5 комбайнов, огненная зерносушилка, 3 автомашины и др. с/х техника. Работает маслозавод, парикмахерская и фотография. Начата посадка комсомольцами парка в центре села.
- 1954 год — колхоз «Победим» получил право участвовать во Всесоюзной с/х выставке. В Москву на ВСХВ выехали бригадир 2 полеводческой бригады Бойко П. Я. и лучшая доярка Землянская А. Д.
- 1955 год — открыт универсальный магазин. Ныне магазин «Орбита». Построены 32 новых дома.
- 1956 год — построено 36 домов. Ивановскому району присуждено 1 место по благоустройству районного центра.
- 1957 год — открыта чайная и гостиница на 35 мест.
- 1959 год — построены райунивермаг, столовая, гостиница, маслозавод, стадион, баня, кирпичный завод, типография, школа-десятилетка. Появились новые улицы: Рабочая, Новая, Восточная, Садовая. Возведено около 200 индивидуальных домов. Образование колхоза «Родина» на основе 4 хозяйств.
- 1961 год — заложен парк, прилегающий к ДК.
- 1964 год — за первое полугодие население Ивановки прибавилось на 408 мальчиков и девочек. Вновь создано 115 семей. Селу вручено Красное Знамя, на котором начертано «Трудящимся Ивановки в день столетия села за революционные и трудовые заслуги от Амурского обкома КПСС и Амурского облисполкома». В колхозе «Родина» введена денежная оплата труда.
- 1965 год — открыта Ивановская детская музыкальная школа. Директором и одновременно педагогом по классу баяна был Орлов Николай Петрович.
- 1967 год — территория Ивановского сельского Совета — 39 176га, население — 5 206 человек, два колхоза — «Родина», «им. Дрогошевского».
- 1969 год — оглашено решение Ивановского районного Совета депутатов трудящихся о присвоении звания «Почётный гражданин Ивановского района Амурской области» Шульга И. А., Шохолевич В. А., Лазаренко П. И. (с. Ерковцы). На Ивановском хлебокомбинате произведена первая выпечка хлеба.
- 1977 год — Ивановский сельский Совет признан победителем во Всероссийском социалистическом соревновании сельских и поселковых Советов в 1976 и награждён переходящим Красным Знаменем и денежной премией.
- 1981 год — открыт новый универсальный магазин, современно оборудованный.
- 1981 год — на территории райцентра посажено 55 тысяч деревьев и кустарников.
- 1982 год — начато строительство первого 5-этажного дома в с. Ивановка по ул. Кирова.
- 1983 год — собрание колхозников постановило разделить колхоз на два самостоятельных хозяйства: колхозы «Луч» и «Родина».
- 1985 год — завершено строительство больничного корпуса. Накануне октябрьских праздников он вступил в строй.
- 1987 год — коллектив МПМК № 3 РАПО выполнил годовую программу генподряда на месяц раньше срока, построено 2338 м² жилья — 18 двухквартирных домов для селян.
- 1988 год — начато строительство культурно-спортивного комплекса проектной стоимостью более 3 миллионов рублей. Открыт Ивановский филиал Амурского областного краеведческого музея.
- 1991 год — государственная комиссия приняла от коллектива ДРСУ дорогу по трассе Анновка — Варваровка. Стоимость объекта почти миллион рублей.
- 1994 год — здание ДК возвращено православной церкви.
- 1998 год — Ивановский филиал Амурского областного краеведческого музея имени Г. С. Новикова-Даурского — лауреат областного смотра конкурса «Выставка-98» за выставку «Село, возрождённое из пепла».
- 2003 год — Ивановская сельская администрация признана лучшей в областном конкурсе на лучшее муниципальное образование. Победителям вручён диплом 1-й степени и автомобиль марки УАЗ.
- 2004 год — Ивановский сельский Совет — победитель областного смотра-конкурса на лучшую организацию работы представительных органов местного самоуправления среди городов, районов и сельских Советов. Вручена Почётная грамота Амурского областного Совета народных депутатов. Перелыгиной Галине Михайловне указом Президента РФ от 11 февраля 2004 года № 187 присвоено Почётное звание «Заслуженный учитель Российской Федерации».
- 2005 год — Красавиной Н. С. присвоено звание «Заслуженный врач Российской Федерации». Ивановский историко-краеведческий музей признан победителем смотра-конкурса «60 лет Победы в Великой Отечественной войне 1941—1945 гг.» среди музеев городов и районов Амурской области.
- 2006 год — Ивановская средняя школа в числе победителей конкурса общеобразовательных учреждений субъектов РФ, внедряющих инновационные образовательные программы. Школе была предоставлена поддержка — 1 миллион рублей. Победитель областного смотра — конкурса спортивно-массовой работы. Второе место в областном смотре-конкурсе учебно-опытных пришкольных участков. Школа победитель конкурса в рамках национального приоритетного проекта «Образование» «Лучшие школы России». Кондратьеву Николаю Ивановичу присвоено звание «Почётный агроном Российской Федерации».
- 2007 год — пущена в эксплуатацию «Мегаферма» в колхозе «Луч». Ивановская школа занимает второе место в областном слёте производственных бригад. Первое место в областном конкурсе школьных библиотек. Первушину Виктору Григорьевичу, директору Ивановского историко-краеведческого музея присвоено Почётное звание «Заслуженный работник культуры Российской Федерации». Грабору Александру Константиновичу присвоено звание «Почётный житель села» Сучкову А. А. присвоено звание «Заслуженный врач Российской Федерации».
- 2008 год — председателю правления колхоза « Луч» Ус Владимиру Георгиевичу вручена золотая медаль « За большой вклад в развитие агропромышленного комплекса России» Школа включена во Всероссийский проект «Формирование сетевой школы управленческих кадров общего образования».
- 2009 год — Ланцеву Николаю Яковлевичу присвоено звание « Почетный работник жилищно-коммунального хозяйства». Началось строительство микрорайона по программе «Обеспечение жильем молодых семей». Продолжено строительство мега-фермы на 600 голов КРС
- 2010 год — открытие лечебно-диагностического корпуса ЦРБ. в результате конкурса улицы нового микрорайона получили названия: «65 лет Победы», «Н. Н. Муравьева-Амурского», «А. М. Бойко», «Дружбы», «Юности»
- 2011 год — начались работы по созданию аэрокосмического музея
- 2010−2012 гг. — сданы в эксплуатацию 4 восьмиквартирных жилых дома, дома для учителей и детей-сирот; по программе «Социальное развитие села» в микрорайоне введены в эксплуатацию более 30 одноквартирных жилых домов
- 2012 год ЗАГС села Ивановка переехал в новое помещение. 21 июля, на искусственном водоеме в селе Ивановка Ивановского района расцвел первый лотос. С этого года парковая зона носит имя Георгия Семёновича Уса. Достопримечательностью парка являются два искусственных озера, скважина. На территории парка произрастает 56 видов деревьев и кустарников.
- 2013 год 9 мая впервые в Ивановке на параде прошёл Бессмертный полк. С рабочим визитом нашу Мега-ферму посетил первый заместитель Председателя Правительства Российской Федерации Игорь Шувалов. На площади Победы прошла весенняя ярмарка. Случилось грандиозное наводнение. В первые, за долгие годы, главой администрации избрана женщина - Ольшевская Валентина Викторовна
- 2014 год 150 лет Ивановке. Агентство по туризму Амурской области передало безвозмездно в пользование 3 скамейки, ажурную беседку. С мая 2014 года директором ООО «Востокавтотранс», депутатом законодательного Собрания Амурской области и инвестором Юрием Владимировичем Касьян проводятся работы по обустройству парковой зоны. Весной в микрорайоне села проводились посадка деревьев на площади 4,5га при участии жителей, организаций, предприятий села, учеников, аллея выпускников 2014 года. Были приобретены спортивная площадка и хоккейная коробка, которые установлены на стадионе, и детская игровая площадка около Дома культуры с. Ивановка.
- 2015 год  Ивановский Пенсионный фонд переехал в новое помещение. На просьбу администрации Ивановского сельсовета обновить скважину на прудах откликнулся почётный житель села Евгений Чубенко и вот на источнике установлен вывод воды в виде золотой рыбки - практически произведение искусства!
- 2016 год Ивановскому району 90 лет.
- 2017 год в Ивановке появились лебеди

## Население
| 1939  | 1959  | 1970  | 1979  | 1989  | 2002  | 2010  |
| ----- | ----- | ----- | ----- | ----- | ----- | ----- |
| 2602  | ↗3034 | ↗4895 | ↗5672 | ↗7068 | ↘6765 | ↘6617 |
| 2012  | 2013  | 2014  | 2015  | 2016  | 2017  | 2018  |
| ↘6596 | ↘6568 | ↘6424 | ↘6384 | ↗6410 | ↘6360 | ↗6388 |
| 2021  |       |       |       |       |       |       |
| ↗6516 |       |       |       |       |       |       |

## Инфраструктура
На территории Ивановки расположены: колхоз «Луч», строительные организации, автомобильные предприятие, районная больница, средняя и начальные школы, работает вечерняя школа, спортивная школа, центр детского творчества, школа-интернат — с числом временно проживающих 239 человек, детский дом, 3 детских сада, дом культуры, 1 библиотека, школа искусств, историко-краеведческий музей, узел почтовой связи, узел электросвязи, свыше 60 торговых точек.

## Уличная сеть
Улицы
Бондаренко, Восточная, Высокая, Гагарина, Галушкина, Заводская, Заречная, Кирова, Колхозная, Ленина, Луговая, Молодёжная, Мухина, Набережная, Новая, Партизанская, Первомайская, Пионерская, Подстанционная, Прорабская, Рабочая, Садовая, Северная, Строительная, Торговая, Трудовая, Юбилейная, Южная.
Переулки
Больничный, Вокзальный, Высокий, Зелёный, Короткий, Школьный.

## Памятники
- Памятник 257 ивановцам, расстрелянным 22 марта 1919 г.
- Памятный знак на месте сожжения 22 марта 1919 г. мирных жителей.
- Памятник командиру партизанского отряда Георгию Бондаренко, погибшему в бою с японскими интервентами 14 ноября 1919 г.
- Памятник Л. Т. Кирею и Г. Я. Воронову, погибшим за власть Советов.
- Памятник первому директору Ивановской школы А. А. Матыцину, погибшему от рук белогвардейцев 1919 г.
- Монумент воинам-землякам, павшим в годы Великой Отечественной войны.
- Памятник уроженцу Ивановки чекисту А. И. Галушкину, геройски погибшему в годы ВОВ в г. Евпатория.
- Памятник жителям с. Ивановка, погибшим в годы интервенции.